# Alexandra Bus Boycott
Der Alexandra Bus Boycott (auch Azikwelwa (isiXhosa und isiZulu); deutsch: Busboykott von Alexandra bzw. Wir werden nicht fahren) war eine 1957 durchgeführte Aktion schwarzer Einwohner von Alexandra in Südafrika. Er gilt als eine von wenigen erfolgreichen Widerstandsaktionen gegen das Apartheidregime.

## Geschichte
Alexandra war 1957 ein Wohngebiet für Schwarze, das etwa elf Kilometer vom Zentrum von Johannesburg entfernt liegt. Um zum Zentrum oder ihren Arbeitsplätzen jenseits des Zentrums zu gelangen, mussten sie gewöhnlich die Busse der Public Utility Transport Corporation (PUTCO) benutzen, die vier Pence pro Fahrt kosteten. Schon 1940 und 1943 hatte es in Alexandra erfolgreiche Busboykotte gegeben. Das Hauptgeschäft von PUTCO lag im Personentransport zwischen Townshipsiedlungen und den benachbarten Städten in Transvaal.
PUTCO erhöhte den Fahrpreis von vier auf fünf Pence. Am 7. Januar 1957 trafen sich mehrere lokale Gruppen und gründeten das Alexandra People’s Transport Action Committee (APTAC). Darunter waren die Freedom Charterists und die Women’s League, die beide mit dem African National Congress affiliert waren. Auch Unterorganisationen von All-African Convention und Non European Unity Movement gehörten dem Bündnis an. Jede Gruppe entsandte drei Vertreter in das Komitee. Zu den führenden Aktivisten gehörte Thomas Nkobi. APTAC beschloss einen Busboykott, stattdessen gingen die Bewohner zu Fuß oder wurden – gelegentlich – von sympathisierenden weißen Autofahrern mitgenommen. Auf dem Höhepunkt nahmen 70.000 Einwohner Alexandras an dem Boykott teil. Bewohner anderer Stadtteile in Johannesburg wie Sophiatown und auch Townshipbewohner in Pretoria, etwa von Lady Selborne, schlossen sich dem Boykott an. In seinem Verlauf gewannen radikalere Gruppen die Oberhand. So stieg Dan Mokonyane vom Movement For a Democracy of Content zum Secretary und damit Leiter von APTAC auf. Das Movement For a Democracy of Content war ursprünglich von dem deutschen Emigranten Josef Weber gegründet worden, der auch die Zeitschrift Dinge Der Zeit in London herausgab.
Am 1. April erklärte sich die Handelskammer (Chamber of Commerce) bereit, PUTCO zu subventionieren, so dass der Fahrpreis wieder auf vier Pence gesenkt werden konnte. Der Boykott blieb bis Juni bestehen, als diese Regelung umgesetzt wurde.

## Rezeption
Die südafrikanische Sozialwissenschaftlerin Ruth First beschäftigte sich eingehend mit dem Boykott. Sie notierte, dass die schwarzen Südafrikaner mit dem erfolgreichen Boykott die beste strategische Lage seit der Defiance Campaign im Jahr 1952 erlangt hätten.